# Cinkuši
Glazbena družina Cinkuši su hrvatski etnosastav.
Osnovani su sredinom devedesetih godina prošlog stoljeća.
U kajkavskoj tradiciji "cinkuš" označava zvono koje prati ljude od njihovog rođenja pa sve do smrti. 
Spajaju autorstvo i bogatu narodnu baštinu Hrvatske, pretežno kajkavskih područja - Međimurja, Prigorja i Zagorja.
Kombiniraju pankersko-rokersku svježinu i energiju s dubokom osjećajnošću. U njihovim glazbenim uradcima sjedinjuju se elementi teške i prkosne povijesti života običnog čovjeka, težaka, grubost i melankolija, žestina i emotivnost.
U recenziji četvrtog albuma opisao ih je Toni Matošin: "Pomiruju sjevernohrvatske, odnosno zagorsku,  prigorsku i međimursku glazbu s novim valom, tradiciju s popularnom kulturom oduzimajući zaboravu vrijedne note i verse. ...domaći recept... izgradnja vlastitog glazbenog iskaza s rukama duboko u narodnoj riznici, pritom bez osjećaja za bilo kakve granice. Već su tako nešto uspješno radili Gustafi... na svoj način poigravali još Haustor u ranoj fazi karijere...".

## Članovi
- Tihomir Kruhonja (kontrabas)
- Mirko Radušić (akustična gitara)
- Igor Barić (violina)
- Nebojša Stijačić (električna gitara)
- Natalia B. Radušić (mandolina)
- Marko Meštrović (bubnjevi)

## Diskografija

### Studijski albumi
- Krava na orehu (Croatia Records, 2017.)
- Špiritus Sanctus (Croatia Records, 2009.)
- Domesticus Vulgaris (Cantus Records, 2005.)
- Zeleni Kader (Croatia Records & Kopito Records, 1999.)

### Albumi uživo
- Cinkuši Uživancija! (Croatia Records, 2011.) Live in Teatar &TD, Zagreb, 12.05.2010.

### Kompilacije
- Etno 90 (Crno bijeli svijet, 1998.)
- The Rough Guide to the Music of the Balkan World (Music Network, 2003
- Artefacts (2003/2004.)
- Magic from the Crossroads World Music from Croatia (HGU, 2004.)
- Etno -Ethno Music from Croatia (HGU, 2005.)
- 10. Festival dalmatinske šansone Šibenik (Croatia records, 2007.)
- Ethnoambient Croatia (Kopito Records, 2008.)
- Earthplugged (Spona, 2008.)

### Suradnje
- Jelena Radan (Voyage, Menart, 2013.)
- Valungari (Akcija, Croatia Records, 2011.)
- Vlado Kreslin (Kreslinčice, Založba Kreslin & NIKA, 2002.)
- Lidija Bajuk (Kneja, Crno bijeli svijet, 1999.)
- Teta Liza (Moje Međimurje, Ultravox, 1999.)
- Vlado Kreslin (Muzika, Založba Kreslin & NIKA (Crno bijeli svijet za hrvatsko tržište), 1998.)

## Ostalo
Uspoređuje ih se često s irskim folk-punk sastavom The Pogues, koji spajaju tradicionalne irske glazbene recepte i instrumente s rokerskim i pankerskim temperamentom i kalupom.

## Vanjske poveznice
- http://www.cinkusi.hr/index.html
- http://etno.hgu.hr/index.php  Arhivirana inačica izvorne stranice od 5. rujna 2014. (Wayback Machine)